# Região da Anatólia Oriental

Região da Anatólia Oriental (em vermelho)

A Região de Anatólia Oriental (em turco:  Doğu Anadolu Bölgesi) é uma das sete regiões nas que se divide Turquia. Encontra-se no leste do país.

## Províncias

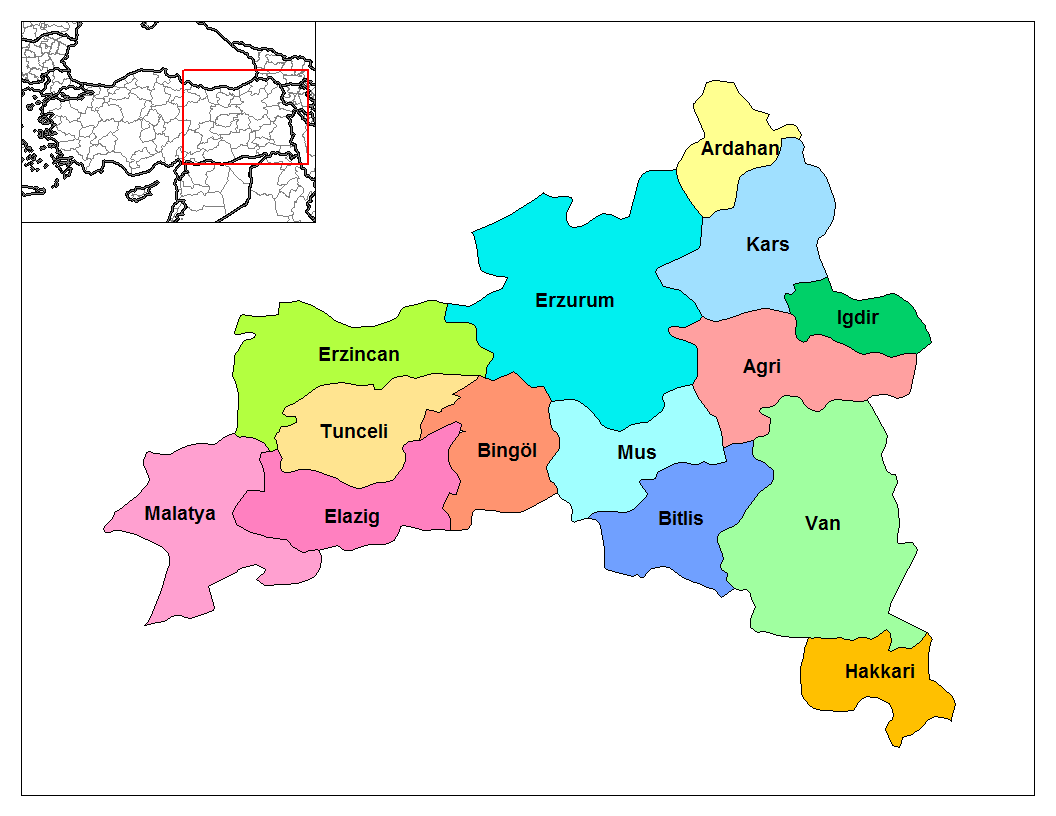
Região da Anatólia Oriental

- Are
- Ardacane
- Bingol
- Bitlisse
- Elaze
- Erzinjane
- Erzurum
- Cacari
- Eder
- Carse
- Malátia
- Muxe
- Tunjeli
- Vã